# 2013 JM65
2013 JM65, também escrito como 2013 JM65, é um objeto transnetuniano que está localizado no Cinturão de Kuiper, uma região do Sistema Solar. Este corpo celeste é classificado como um cubewano. Ele possui uma magnitude absoluta de 7,1 e tem um diâmetro estimado de 167 km.

## Descoberta
2013 JM65 foi descoberto no dia 7 de maio de 2013 pelo Outer Solar System Origins Survey.

## Órbita
A órbita de 2013 JM65 tem uma excentricidade de 0,120 e possui um semieixo maior de 46,933 UA. O seu periélio leva o mesmo a uma distância de 41,289 UA em relação ao Sol e seu afélio a 52,577 UA.